# شهپرعلف‌سانان
شهپرعلف‌سانان (نام علمی: Isoëtales) نام یک راسته از division پنجه‌گرگ‌تباران است.